# اچ‌ام‌سی‌اس شاوینیگان (کی۱۳۶)
اچ‌ام‌سی‌اس شاوینیگان (کی۱۳۶) (به انگلیسی: HMCS Shawinigan (K136)) یک کشتی بود که طول آن ۲۰۵ فوت (۶۲٫۴۸ متر) بود. این کشتی در سال ۱۹۴۱ ساخته شد.